# Plutorectis melanodes
Plutorectis melanodes är en fjärilsart som beskrevs av Edward Meyrick och Oswald Beltram Lower 1907. Plutorectis melanodes ingår i släktet Plutorectis och familjen säckspinnare. Inga underarter finns listade i Catalogue of Life.